# Château de Stalker
Le château de Stalker (Caisteal an Stalcaire en gaélique écossais, où Stalcaire signifie « chasseur » ou « fauconnier ») est une maison tour à quatre étages se trouvant sur une île accessible à marée basse du Loch Laich, un bras de mer du Loch Linnhe. Le château se trouve à environ 2,5 km au nord-est de Port Appin dans la division administrative écossaise d'Argyll and Bute. Il est visible depuis la route principale A828, à mi-chemin entre Oban et Glen Coe. L'île est accessible depuis le rivage à marée basse, bien qu'avec difficulté. Il a été porté à l'attention du public par le film Monty Python : Sacré Graal ! de Terry Jones et Terry Gilliam des Monty Python, et il fut aussi vu dans Highlander: Endgame. L'allure pittoresque du château, avec son cadre d'île charmante et l'aspect dramatique des montagnes en arrière-plan, en a fait un sujet préféré des cartes postales et calendriers, ainsi qu'une image quelque peu cliché du paysage des Highlands. Cependant, le château est entièrement authentique et il s'agit de l'une des maisons-tours les mieux préservées de l'ouest de l'Écosse.

## Histoire
Le site est similaire à celui d'un crannog, c'est-à-dire à une île utilisée pour l'habitation pendant la préhistoire. Cependant, l'origine du château viendrait d'un petit fort construit vers 1320 par le Clan MacDougall, alors seigneurs de Lorn. Vers 1388, les Stewart prirent la seigneurie de Lorn et il est laissé à penser qu'ils construisirent le château dans sa forme actuelle vers les années 1440. L'histoire entourant le château veut qu'il ait été le lieu de disputes, meurtres, visites hantées de Jacques IV d'Écosse lié à la famille Stewart, et un pari d'ivrogne dans les années 1620 résultant en un changement de propriétaire pour le Clan Campbell. Après avoir changé de mains entre ces clans plusieurs fois, les Campbell abandonnèrent finalement le château vers 1840 lorsqu'il perdit son toit. En 1908, un Stewart le racheta et entreprit des travaux de restauration de base puis, en 1965, le lieutenant colonel D. R. Stewart Allward acquit le château et en une dizaine d'années le remit entièrement en état. Après son décès le 5 février 1991, il laisse une femme, Marion, et quatre enfants, Sine, Ross, Alasdair et Morag.

## Apparition dansMonty Python: Sacré Graal!
Tandis que les autres châteaux de Monty Python : Sacré Graal ! furent filmés dans et autour du château de Doune, le château de Stalker fut présenté dans la scène finale comme le Château Aaaaarrrrrrggghhh. Le château est tout d'abord montré de loin puis John Cleese, imitant un accent français extravagant, raille Arthur depuis les créneaux. Une attaque massive est ensuite entreprise contre le château à l'aide d'une armée surgie de nulle part, suivie d'un dénouement curieux : les officiers de police qui enquêtaient sur la mort d'un historien plus tôt dans le film arrivent et arrêtent Arthur ainsi que les autres chevaliers pour le meurtre.

## Galerie

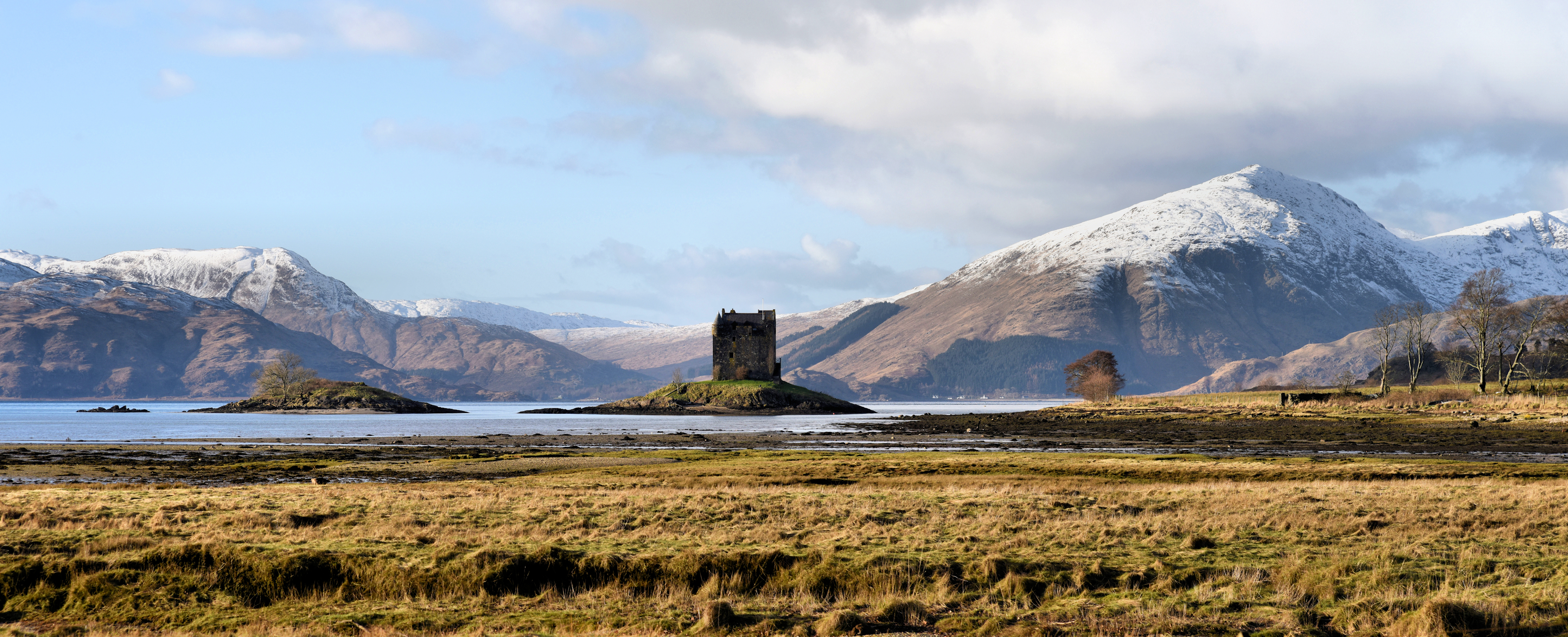
Le château et les monts de l'Àird nam Murchan (février 2019)
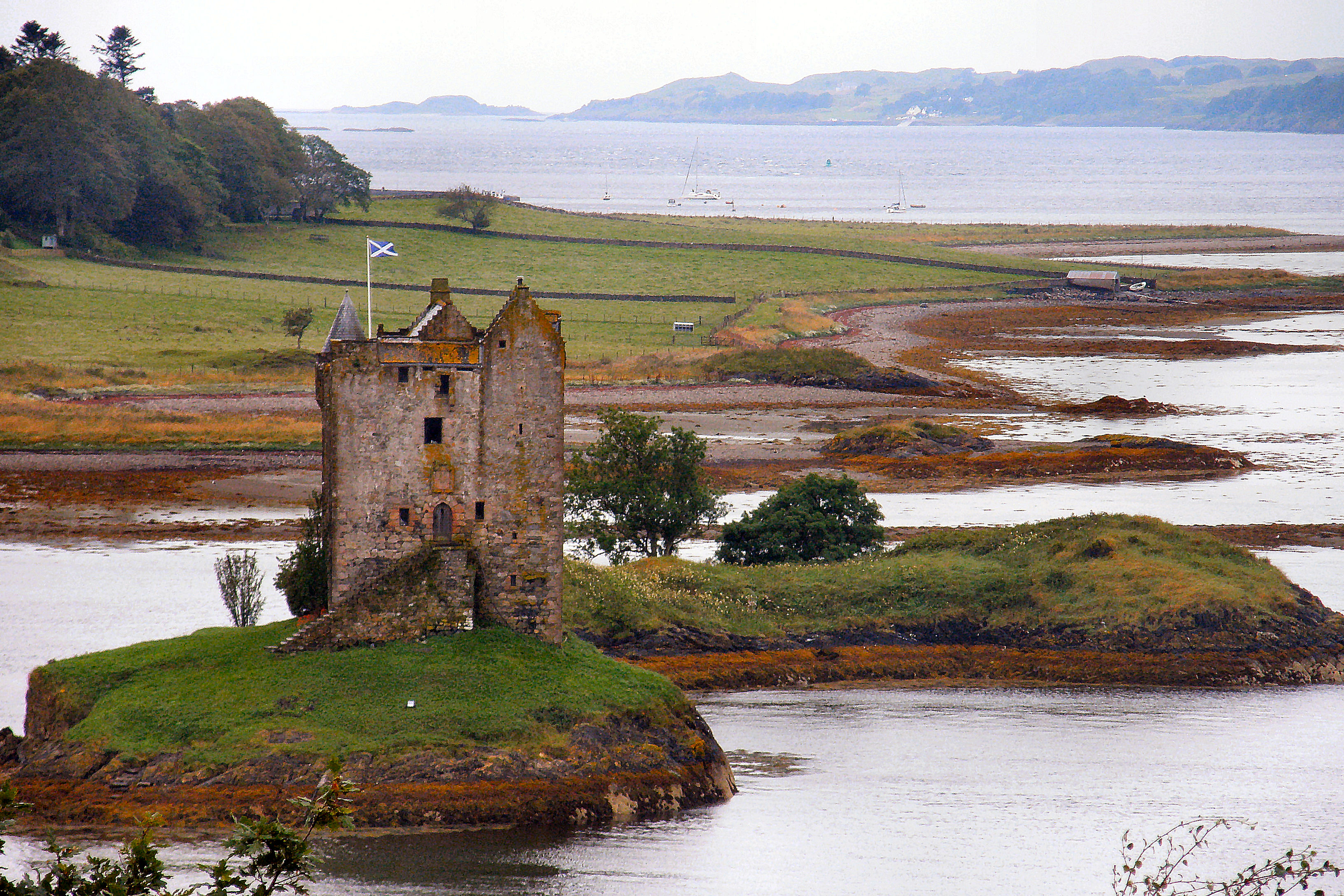
En août 2011
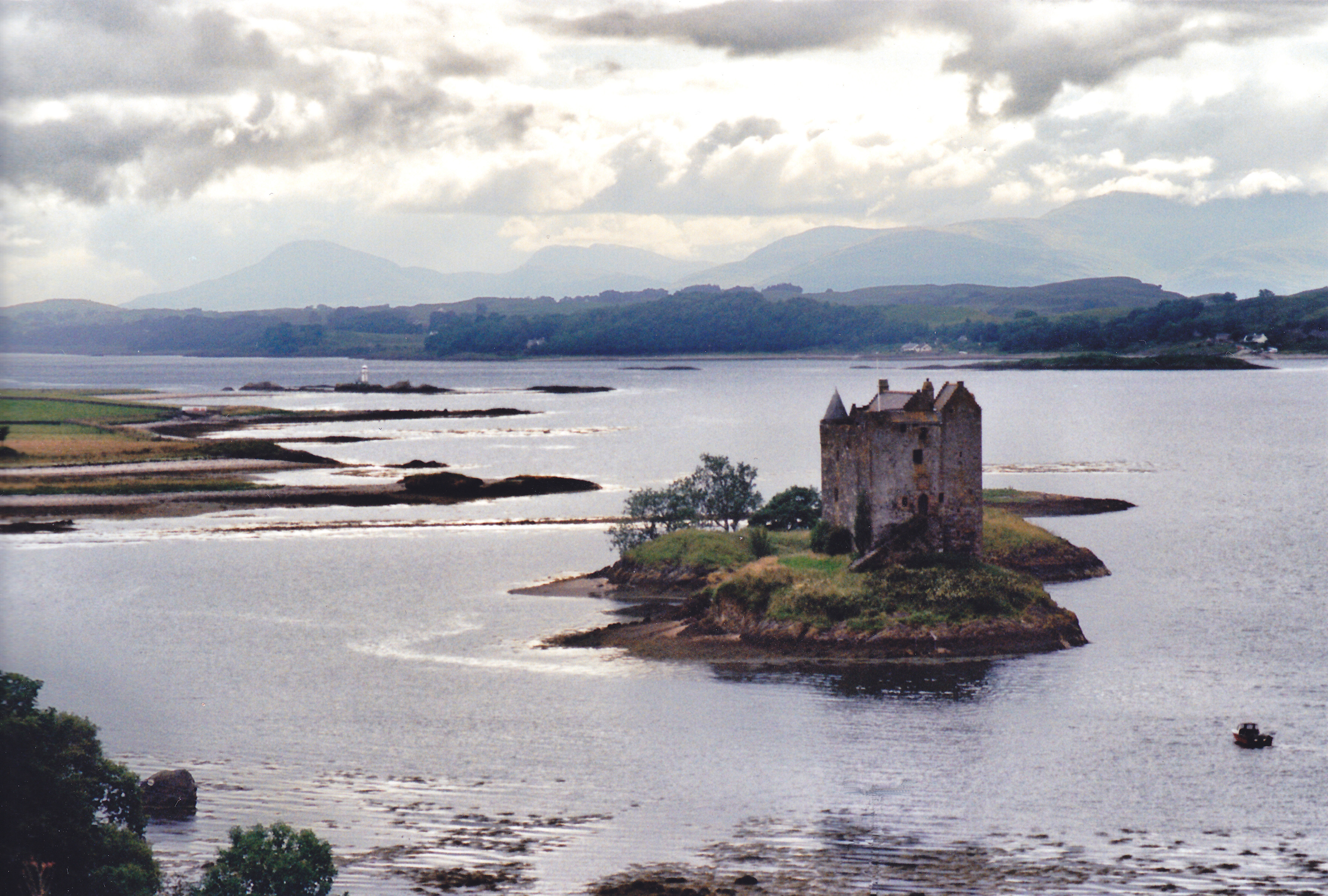
En août 2010, vu de la route A828
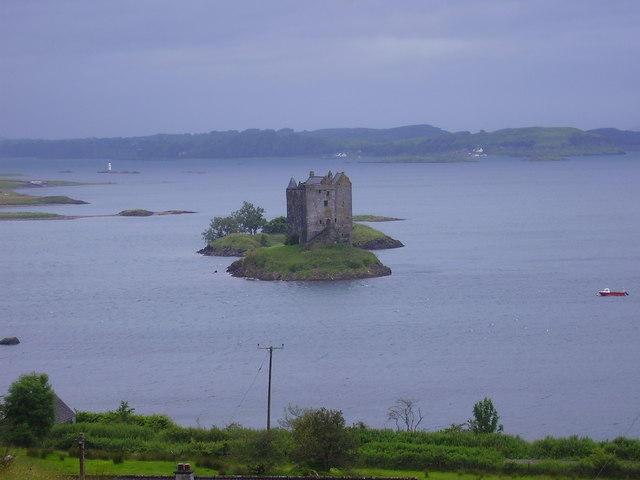
En juillet 2008
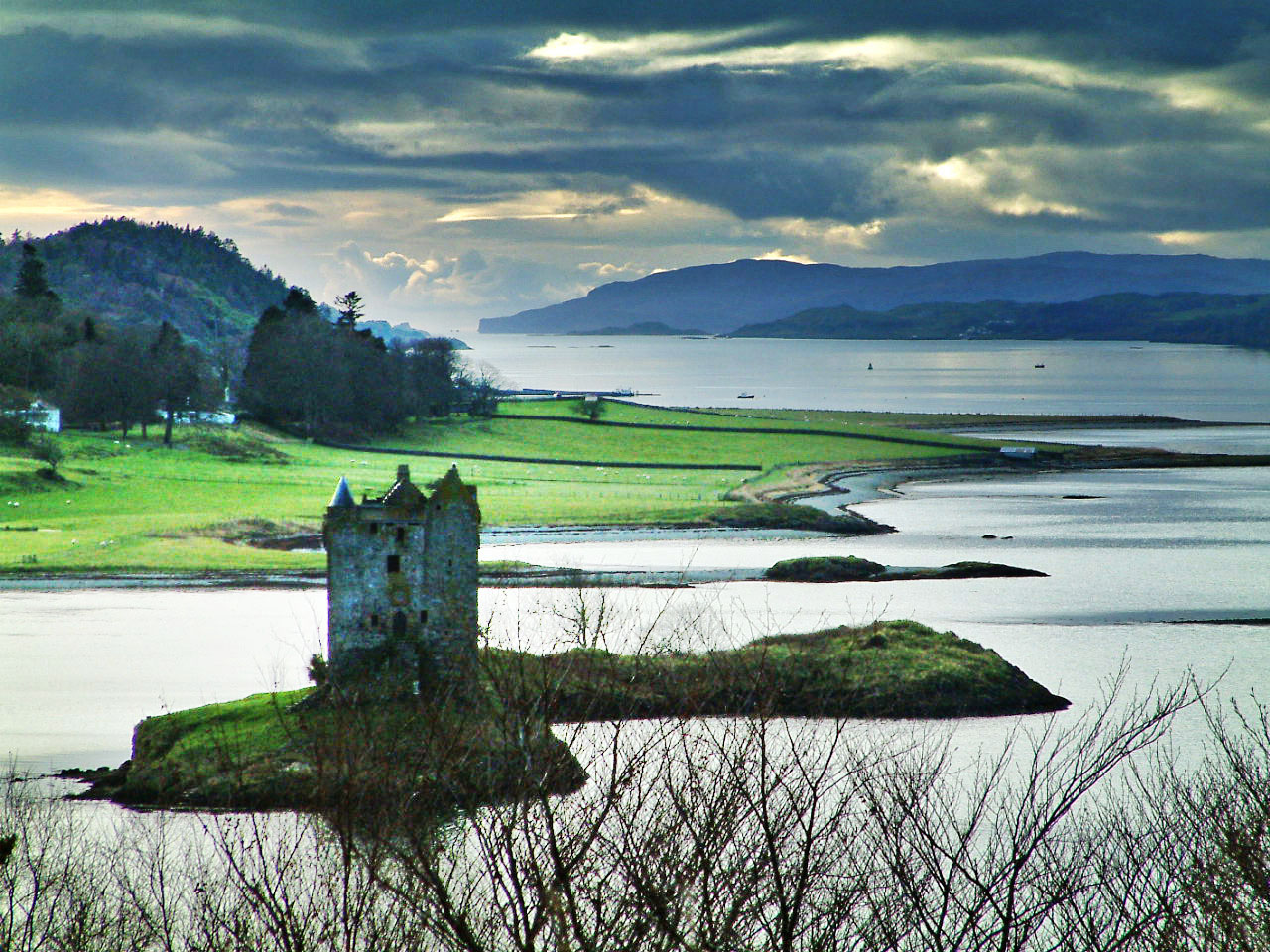
En novembre 2006
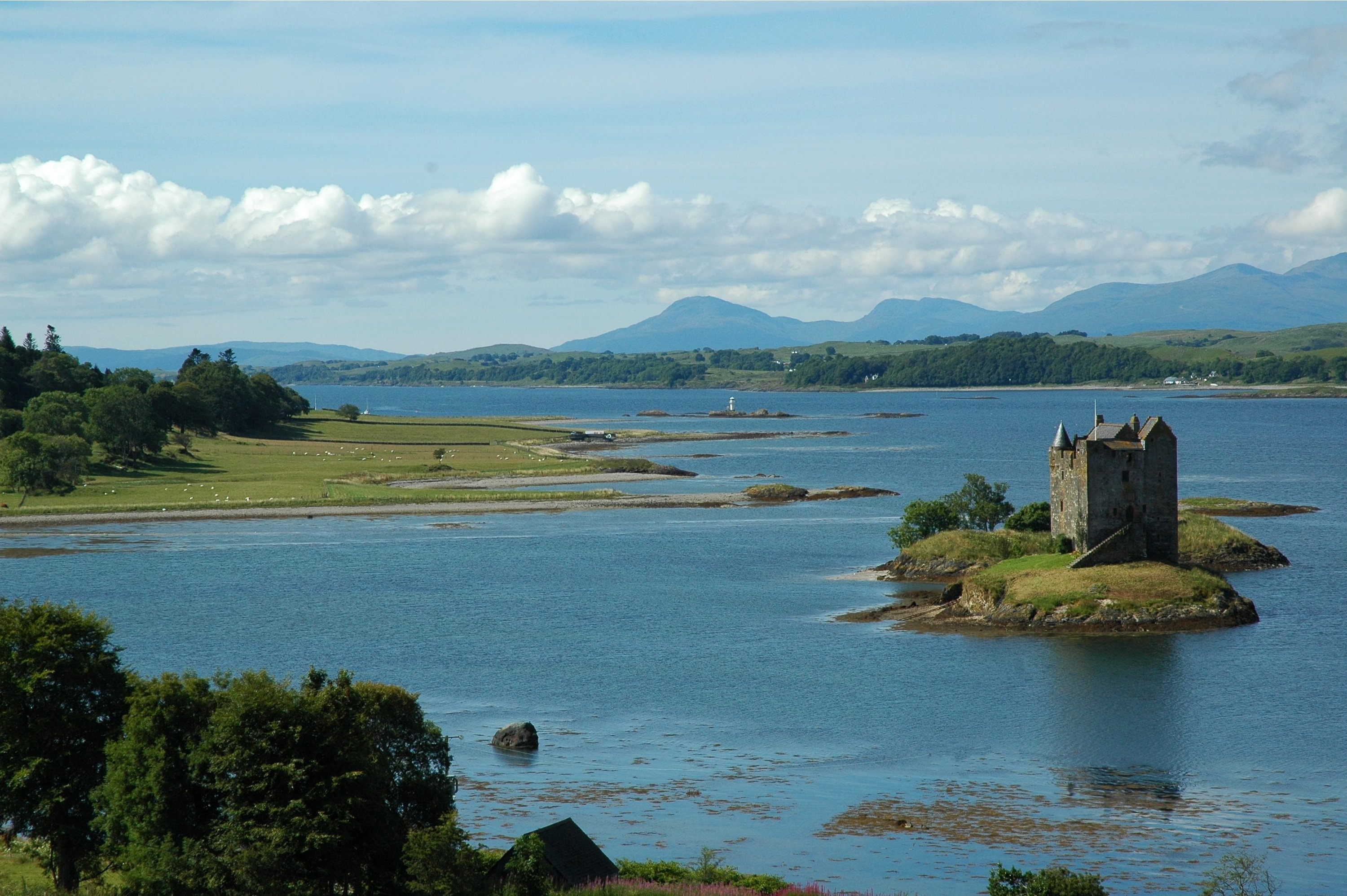
En novembre 2005
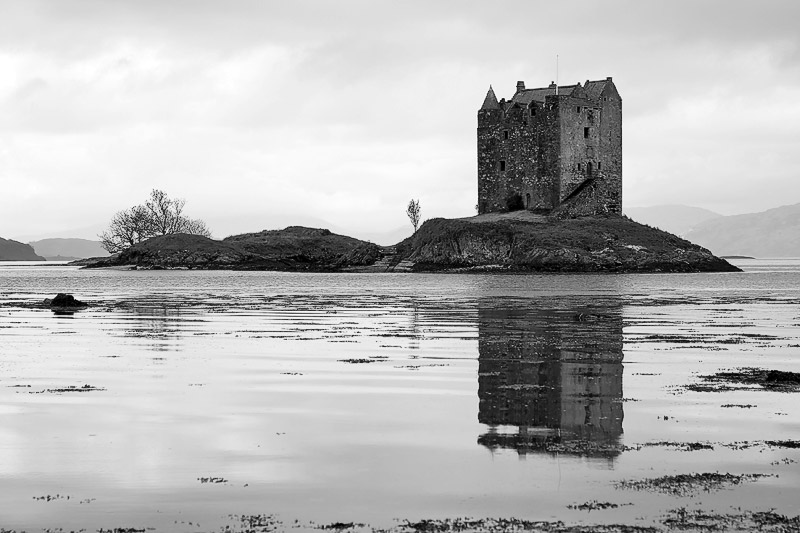
En mai 2005